# Biserica de lemn din Bălan Josani

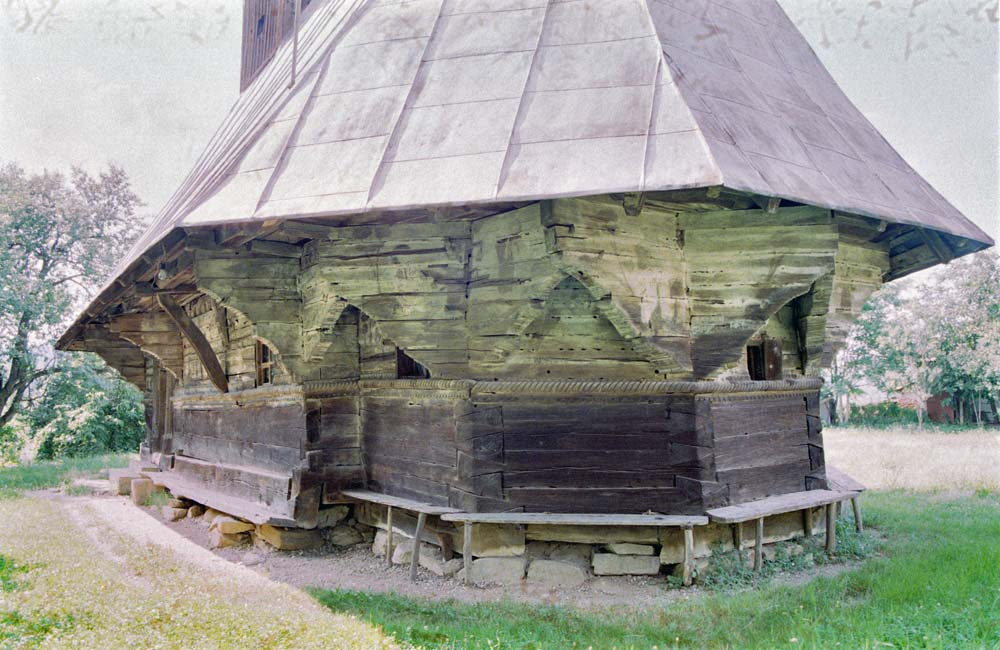
Partea de răsărit a butei bisericii, 2002

Biserica de lemn din Bălan Josani, dedicată Sfinților Arhangheli Mihail și Gavril se află în partea de jos a satului Bălan, județul Sălaj. Aceasta este una dintre cele mai frumoase și mai valoroase biserici de lemn din Sălaj, atribuită meșterului de biserici itinerant Popa Toader. Ea este datată prin inscripție din 1695 și pictată, conform pisaniei, la cumpăna secolului 18 cu 19. Structura de lemn se păstrează în condiții bune, în timp ce pictura este aproape ștearsă. Biserica se află pe noua listă a monumentelor istorice sub codul LMI: SJ-II-m-B-05016.
În satul Bălan mai există două biserici valoroase de lemn: biserica de lemn din Bălan Cricova și biserica de lemn din Mănăstirea Bălan. În vecinătatea bisericii de lemn din Cricova s-a sfințit în 1996 o biserică parohială de zid încăpătoare, care a preluat funcțiunile celorlalte biserici de lemn.

## Istoric
Conform inscripției de de-asupra ușii de intrare biserica a fost consacrată în "Leat (anul) 1695 msț (luna) apri(lie) 26 dn (zile)". Pictura murală interioară și exterioară este datată la sfârșitul secolului 18, începutul celui următor, de o pisanie scrisă în zilele împăratului Franțisc, al protopopului Petru al Miluanului, și cu "cheltuiala a tot satul".
O inscripție cursivă pe cununa streașinii dinspre miazăzi surprinde o reparație semnificativă: "Acésta biserica sa reparatu prin maestri de lemnu Georgiu Jánkis, Vasalika Munindras si Indreiu Petrule la a. 1881".

## Meșterul Popa Toader

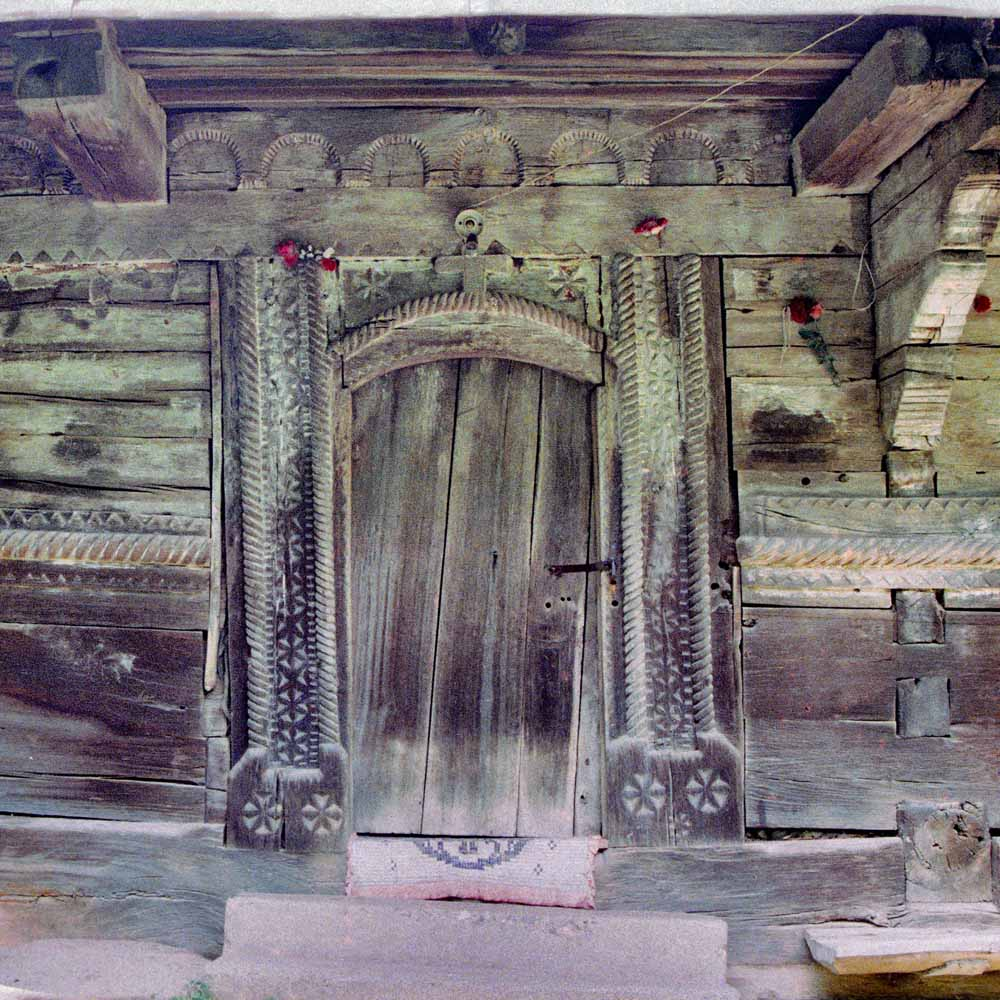
Portalul intrării, 2002

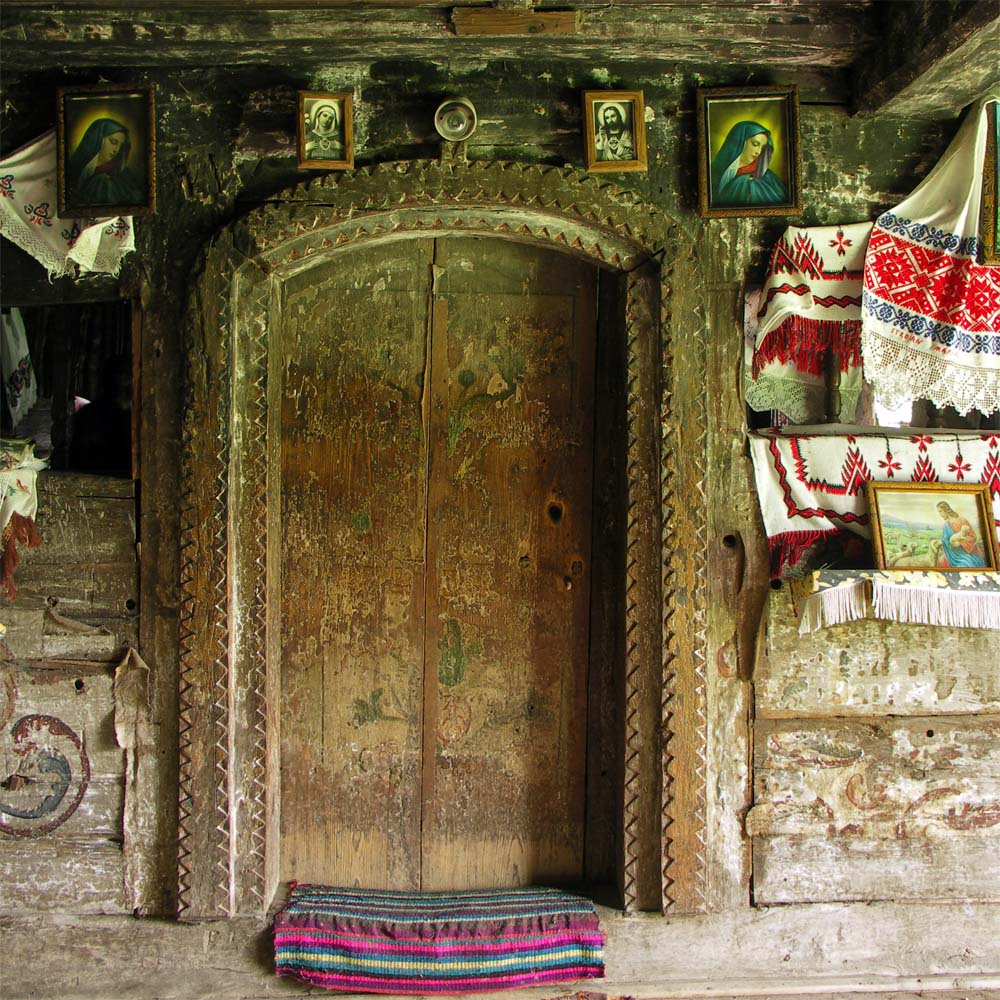
Portalul interior, spre navă, 2008

Puține biserici de lemn din Sălaj prezintă, cu toată modestia caracteristică a dimensiunilor lor, o artă a dulgheriei atât de rafinată ca în cazul acestei biserici. Meșterul a decorat cu răbdare bârnele pereților exteriori cu brâu median și ocnițe sub streașină și chiar și în interior. El a sculptat artistic și cele două portale, grinzile tindei și structura cerimii în biserica bărbaților. Motivele principale sunt funia, unda apei, rozeta și crucea. Aceste motive sunt foarte cunoscute în arta românească și întâlnite la multe alte biserici de lemn din zonă și de mai departe.
Portalul de la intrare este cel care se individualizează cel mai mult în ansamblu. Ușorii lui sunt acoperiți cu brâuri verticale bogat cioplite ce se unesc peste tocul ușii printr-o funie arcuită cu o cruce în mijloc. Crucea încadrată de două rozete laterale pare a fi o chintesență a temei calendarului creștin, crucea semnificând comemorarea Patimilor iar rozetele cele două solstiții solare.
Compoziția portalului de la intrare trebuie păstrată în memorie atunci când dorim să mergem pe urmele meșterului itinerant de la Bălan Josani. Pe acesta îl putem identifica cu meșterul Popa Toader care a semnat un portal aproape identic în Valcău de Jos, unde cercetătorul sălăjan Leontin Ghergariu a citit inscripția în chirilice: "Meșteri de la temeiu acești sfinte beserici Popa Toader ..."
Pe urmele lui putem merge și mai departe, tocmai în județul Bihor, la biserica de lemn din Totoreni. Aici el scrie pe un portal de intrare asemănător: "ziditu-s-au această sfântă beserică după întrupare Domnului leatu 1697". Așadar, el ajunge în Totoreni doi ani după ce a terminat biserica de lemn din Bălan Josani. Este posibil ca între aceste două șantiere să fi ridicat chiar biserica din Valcău de Jos, aflată undeva la jumătatea distanței. Aria lui de circulație este foarte largă, asemănătoare cu a altor meșteri din prima jumătate a secolului 18, mai bine cunoscuți. În județul Bihor este posibil ca și biserica de lemn din Hinchiriș și chiar cea din Cociuba Mică (1715) să fi fost ridicată de același meșter Popa Toader. Acest meșter, activ la cumpăna dintre veacurile 17 și 18, este primul pe care îl putem urmării în itinerariul său prin satele Sălajului și Bihorului.
Biserica de lemn din Bălan Josani este una dintre cele mai bine păstrate lucrări ale meșterului Popa Toader și una dintre cele mai prețioase păstrate în județul Sălaj. În ea meșterul și-a pus cu rafinament în valoare arta sa dulgherească la comanda comunității locale.

## Trăsături

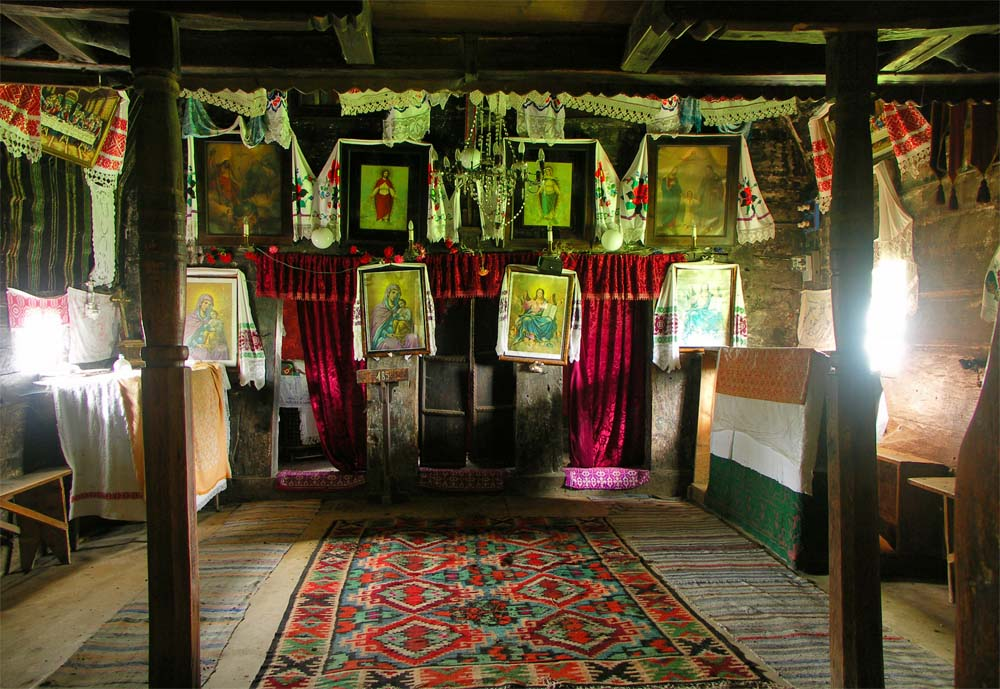
Interiorul bisericii bărbaților, 2008

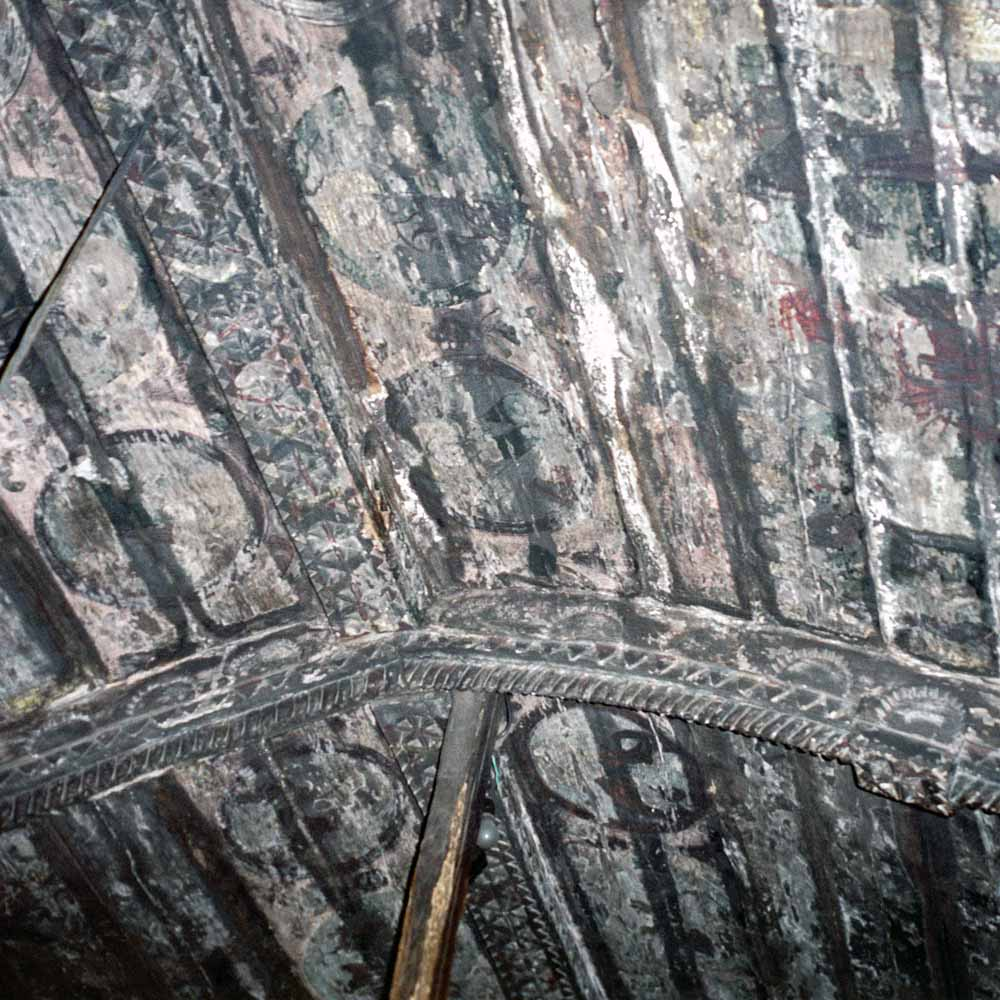
Structura de sprijin a cerimii: întâlnirea dintre meștergrindă și arcul dublou, 2002

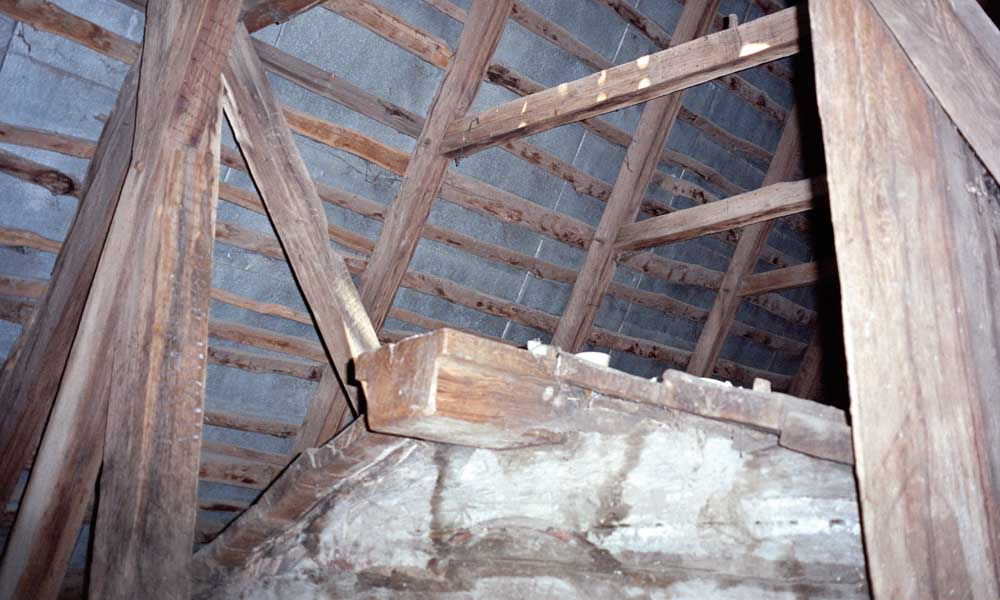
Capătul vestic al meștergrindei în pod și urme de pictură parietală dedesubt, 2002

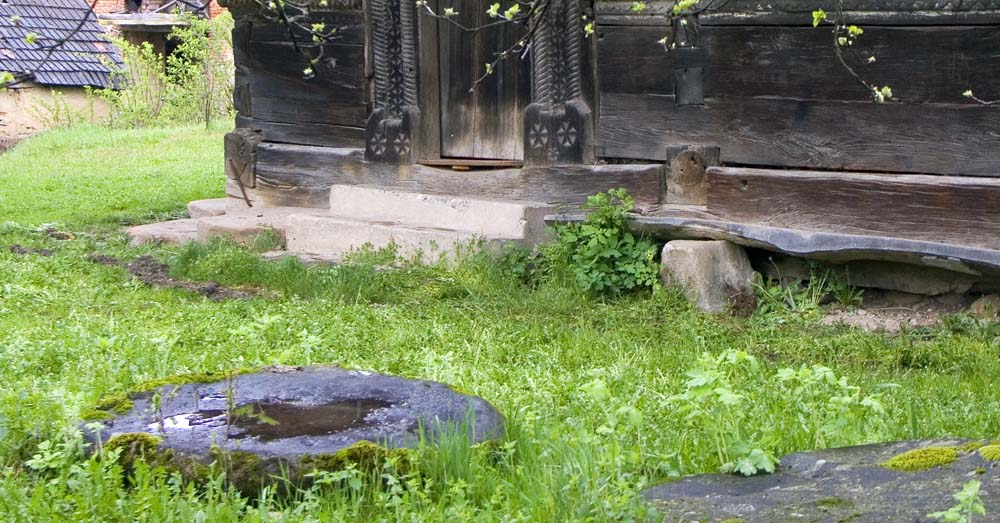
Pietrele din fața bisericii, 2008

### Butea
Butea bisericii are, ca peste tot în zonă, o capacitate redusă. În dimensiunile ei principale are o lățime de 5,61 m și o lungime de 9,20 m, la care se adaugă în prelungire spre răsărit un mic altar poligonal, 3,30 m lung și 4,38 lat. Intrarea în tinda femeilor se face dinspre miazăzi iar o ușă în mijlocul peretelui ce separă femeile de bărbați duce mai departe spre biserica propriu zisă, rezervată în trecut numai bărbaților.
Tinda este astăzi tăvănită sub tălpile turnului însă urmele de pictură din pod și cioplitura frumoasă în partea de sus a pereților sugerează că tinda a avut inițial fie o altă acoperire interioară fie a fost lăsată deschisă spre pod.
Biserica bărbaților are proporțiile unui cub, cu lățimea, lungimea și înălțimea egale, proporție întâlnită și la vechile biserici de lemn din Maramureș. Această încăpere este acoperită de o boltă semicilindrică (cerime) din blane groase sprijinite pe o structură în cruce formată din o meștergrindă în ax sprijinită pe tâmplele laterale și un arc dublou transversal, așezat sub nașterea bolții pe două mici console. Acest tip de structură de sprijin a cerimii este caracteristică pentru o parte însemnată din bisericile de lemn din Sălaj și este o alternativă mai ușoară și mai economică la structura bolților din bârne legate în cheotori. Din biserica bărbaților spre altar se deschid trei uși, cea din mijloc păstrându-și încă dverele împărătești originale.
Altarul este la rândul său acoperit de o mică cerime. În mijlocul încăperii strâmte este înălțat un prestol dintr-o lespede așezată pe trei picioare de piatră, simbolizând Sfânta Treime, o rezolvare neobișnuită atât pentru forma cât și pentru semnificația aleasă.
Biserica este luminată de un număr redus de ferestre, numai două în navă și două în altar. Este remarcabilă fereastra cu oblon din axul altarului, singura păstrată în forma inițială. Ușile păstrate la intrare și spre biserica bărbaților sunt făcute de meșterul dulgher, cu țâțâni și încuietoare de lemn.

### Acoperișul
Acoperișul este unic peste întreaga biserică, incluzând altarul. Sistemul de căpriori prinși în cuiburi în cununile streașinilor este unul comun bisericilor de lemn din Transilvania. Acoperișul de tablă l-a înlocuit în secolul 20 pe cel de draniță. Rămâne deschisă cercetărilor posibilitatea ca acoperișul inițial să fi fost de paie. Prezența meștergrindei, lățimea streașinei și dimensiunile mari ale consolelor și cununilor, supradimensionate pentru un acoperiș ușor de draniță, dimensiunile mici și tradiția veche din zonă indică această ipoteză.

### Turnul
Turnul se înalță pe tălpi peste tinda femeilor, numai până la nivelul coamei acoperișului, o trăsătură specifică bisericilor din Sălaj. În partea superioră, între picioarele turnului, a fost amenajat un foișor deschis, probabil pentru un singur clopot. Turnul se termină cu un coif ascuțit ce protejează foișorul cu ajutorul unei poale împrejur. Turnul este legat cu pereții tindei însă străbate decorul de ocnițe. Este posibil ca turnul să fie adăugat ulterior construcției.

### Tehnică
Bârnele au fost cioplite din lemn de gorun, așezate drept și încheiate în cheotori netede cu multă atenție. Cheotorile sunt tăiate în coadă de rândunică. Un rafinament tehnic specific numai bisericilor de bună calitate se poate observa între bârne, unde latul lemnului a fost scobit puțin pentru a crea o mai bună etanșeizare.

## Imagini

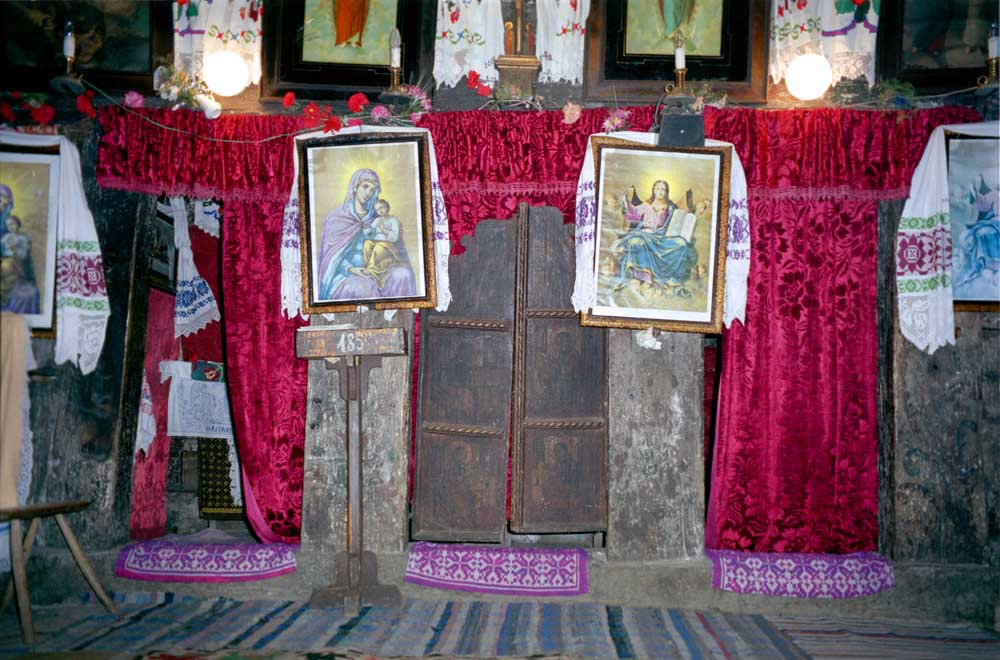
Ușile iconostasului, 2002
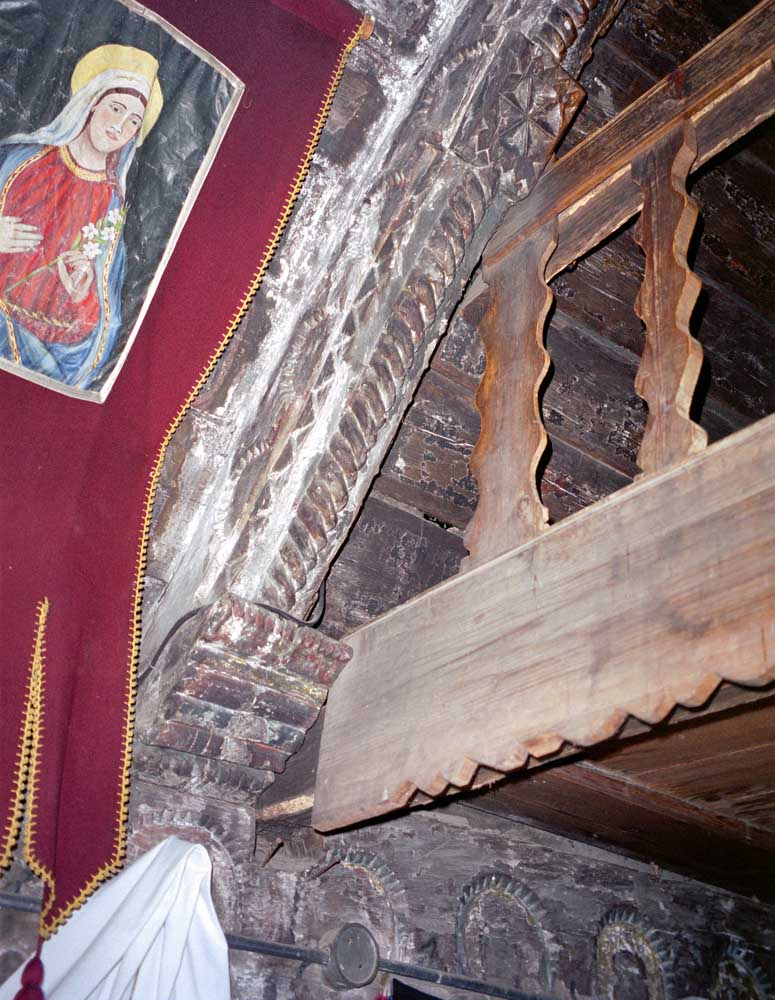
Arc dublou, descărcarea pe consola sudică, sub nașterea bolții, 2002
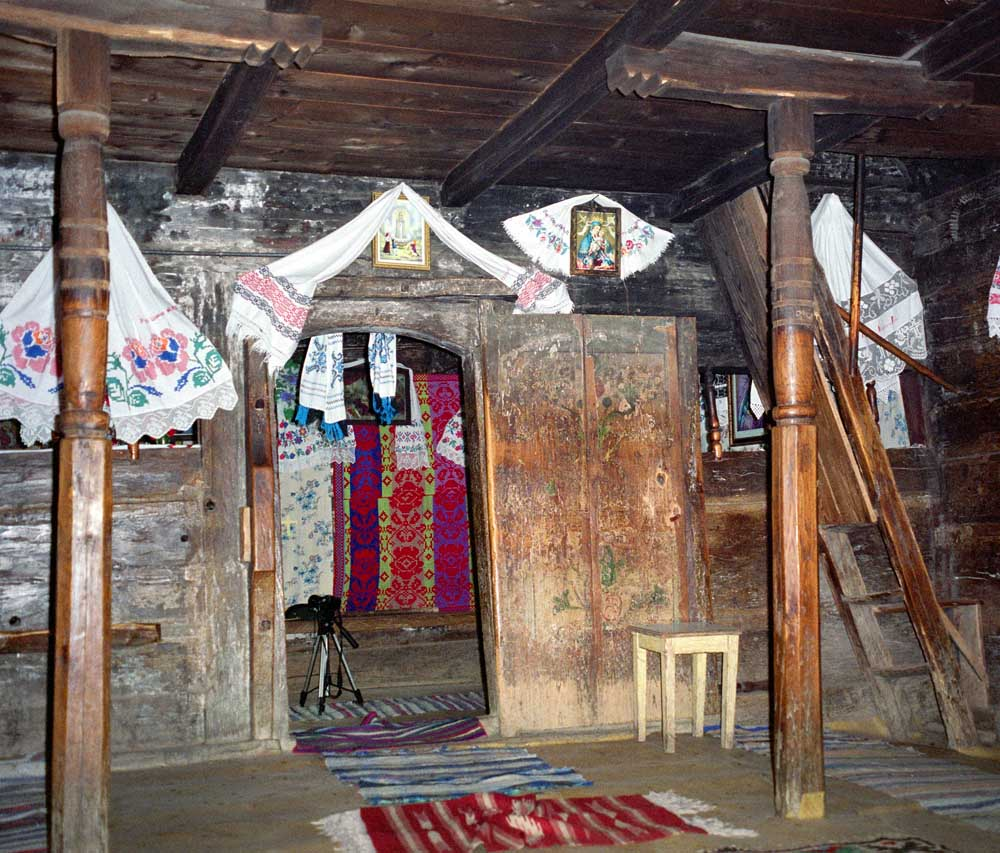
Intrare în biserica bărbaților pe sub cor, 2002
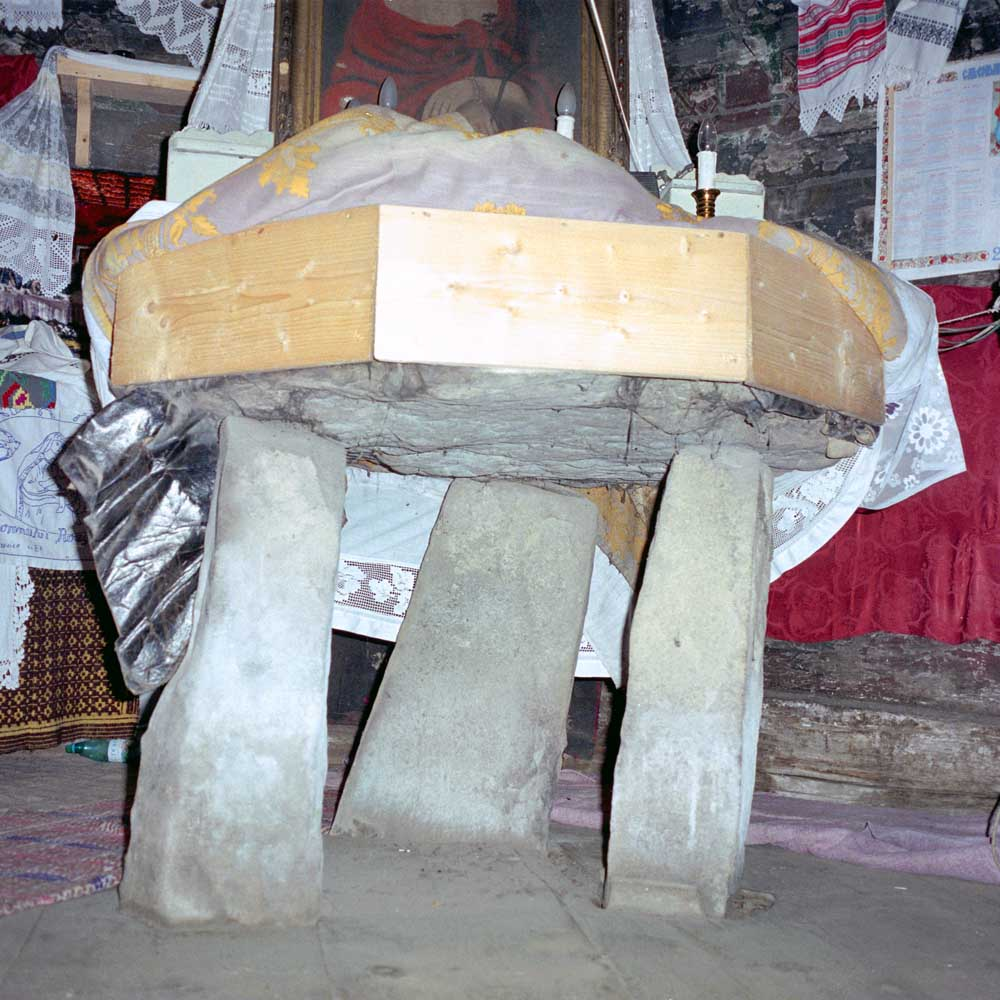
Prestolul de piatră din altar, 2002